# 大川町 (香川県)
大川町（おおかわちょう）は、かつて香川県の東部に存在した町。大川郡に属した。通勤率は高松市へ19.1%、寒川町へ6.7%、長尾町へ6.1%、志度町へ5.4%（いずれも平成12年国勢調査）。現在のさぬき市大川町田面、大川町富田中、大川町富田西、大川町富田東、大川町南川に当たる。

## 概要
香川県の東側・大川郡のほぼ中央部に位置し高松市中心部から約25㎞東側に位置している。ボタンの製造が盛んであり、外国に輸出しているほどである。

### 気候
年間を通して約20度前後である。降水量は10月が一番多い月である。また讃岐山脈によって湿った空気が遮られるため、1975-2002年までの平均年間降水量は1107.5mmと全国平均以下であった。

### 人口
- 約7000人である[3]。

| 年     | 人口   | 出典  |
| ------ | ------ | ----- |
| 1965年 | 8147人 | [ 5 ] |
| 1970年 | 7715人 | [ 5 ] |
| 1975年 | 7837人 | [ 5 ] |
| 1980年 | 7946人 | [ 5 ] |
| 1985年 | 7813人 | [ 5 ] |
| 1990年 | 7580人 | [ 6 ] |
| 1995年 | 7173人 | [ 6 ] |
| 2000年 | 6977人 | [ 6 ] |
| 2001年 | 6848人 | [ 6 ] |

### 面積
- 34.54㎢（東西6.4㎞・南北8.4㎞）[1]

## 歴史
難波の里と呼ばれていた。
- 1955年（昭和30年）4月15日 - 大川郡富田村・松尾村が新設合併し、大川村が発足[1]。
- 1961年（昭和36年）9月1日 - 町制施行し、大川町となる[1]。同時に町章を制定する[7]。
- 2002年（平成14年）4月1日 - 大川郡津田町・志度町・寒川町・長尾町と新設合併し、さぬき市が発足。同日大川町廃止。

なお大川町の名前は、大字に冠する形で残された（大川町田面、大川町富田中、大川町富田西、大川町富田東、大川町南川）。

### 行政

#### 町章
「大川」を図案化したものである。

## 地域

### 大字
- 田面
- 富田中
- 富田西
- 富田東
- 南川

### 教育
中学校
- 大川町立大川第一中学校（現：さぬき市立さぬき南中学校）

小学校
- 大川町立松尾小学校（現：さぬき市立さぬき南小学校）
- 大川町立富田小学校（現：さぬき市立さぬき南小学校）

## 産業
- 農業面ではイチゴ・コメ・煙草・酪農、工業面ではボタンの製造・縫製業が盛んである。特にボタンの製造は盛んであり、外国に輸出するほどである[12]。昭和40年代における輸出用ボタンの約90%のシェアを誇っていた[13]。

## 交通

### バス路線
- 大川バス[14]
- ことでんバス

### 道路
主要地方道
- 香川県道2号津田川島線
- 香川県道10号高松長尾大内線

その他の県道
- 香川県道132号田面白鳥線

### 道の駅
- 道の駅みろく

## 観光地
- みろく自然公園 - 1978年に開園した自然豊かな公園。屋島や雨滝山を一望することができる[16]。
- 旧恵梨家住宅 - 1971年に国の重要文化財に指定された香川県内に現存する農家建築[17]。
- 大川ダム (香川県)